# Форд, Колин
Ко́лин Форд (англ. Colin Ford; род. 12 сентября 1996) — американский актёр кино, телевидения и озвучивания.

## Биография
Колин Форд родился в Нэшвилле, штат Теннесси. В возрасте четырёх лет Колин стал моделью для печатной рекламы региональных и общенациональных сетей магазинов Атланты. В возрасте 5 лет Колин впервые снялся в фильме «Стильная штучка» в роли Клинтона-младшего. Колин Форд снялся в таких независимых фильмах, как «Moved», «Книга Джейн» и «Тупой и ещё тупее тупого: Когда Гарри встретил Ллойда». В 2004 году Колин сыграл Мэтью Стида в фильме «Работа и слава». 2005 год начался с профессиональных фотосъёмок для журнала «W» в паре с Брэдом Питтом и Анджелиной Джоли, где Колин изображал их сына. Вскоре Колин едет в Ванкувер для съёмок в сериале «Тайны Смолвиля» в роли Эвана Галлахера. Далее он снялся в фильме «Работа и слава: Американский Зион», играя Мэтью Стида. После чего последовала ведущая роль Джексона Патча в фильме «Знойные летние дни» с актёром Уиллом Пэттоном. Завершая свой, переполненный работой, год, Колин сыграл Зепа, сына Джейсона Стейтема и Клэр Форлани в эпическом приключенческом фильме «Во имя короля: История осады подземелья», выпущенном на экраны в 2006 году. Кроме рекламы, телевидения и кино, Колин любит работу по озвучиванию. Колин озвучивал роль Микки в «Крокодильих манерах» от «Дисней Плейхаус». Кроме этого, он озвучивал Дарта, северного оленя, в совместной работе с Кэйти Бэйтс, Энди Гриффитом, Джеем Лено, Эдвардом Эснером, Ширли Джонс и многими другими в фильме «Рождество снова здесь», вышедшем в 2008 году. Также в 2008 году он сыграл юного Ника в «Пятом измерении». В 2009 году вышел фильм «Джек и бобовый стебель», где Колин сыграл роль Джека. Также Колин Форд был приглашённой звездой в таких сериалах, как «Путешественник», «Частная практика», «CSI: Майами», «Близко», «Гавайи 5.0», «Рядом с домом», «Американская семья», «Сверхъестественное». В 2011 году он снялся в комедийной драме «Мы купили зоопарк». Он сыграл мальчика по имени Дилан Ми вместе с Мэттом Деймоном в роли отца Дилана. Недавно он снялся в главной роли в независимом фильме «Центр урагана». В 2012 году планируются выйти фильмы «Гатчамен» и «Разъединенные».

## Личная жизнь
Колин и его семья живут в Лос-Анджелесе, штат Калифорния. Когда он не на съёмках, он любит кататься на скейтборде, играть в футбол, баскетбол и гольф. Совсем недавно Колин начал развивать свою любовь к танцам и музыке.

## Фильмография
| Год       |     | Русское название                                      | Оригинальное название                         | Роль                       |
| --------- | --- | ----------------------------------------------------- | --------------------------------------------- | -------------------------- |
| 2002      | ф   | Стильная штучка                                       | Sweet Home Alabama                            | Клинтон-младший            |
| 2003      | ф   | Тупой и ещё тупее тупого: Когда Гарри встретил Ллойда | Dumb and Dumberer: When Harry Met Lloyd       | Ллойд в детстве            |
| 2004      | кор |                                                       | Moved                                         | юный Ноэль Фрэнк           |
| 2004      | ф   | Работа и слава                                        | The Work and the Glory                        | Мэтью Стид                 |
| 2005      | с   | Тайны Смолвиля                                        | Smallville                                    | Эван Галлахер в детстве    |
| 2005      | ф   | Работа и слава: Американский Зион                     | The Work and the Glory: American Zion         | Мэтью Стид                 |
| 2006      | с   | Шоу с Челси Хэндлер                                   | The Chelsea Handler Show                      | играет самого себя         |
| 2006      | с   | Ночное шоу                                            | The Tonight Show                              | играет самого себя         |
| 2006      | с   | Рядом с домом                                         | Close to Home                                 | Хэл Брукс                  |
| 2006      | тф  | Без лица                                              | Faceless                                      | Макс                       |
| 2006      | мф  | Гроза муравьёв                                        | The Ant Bully                                 | Red Teammate #4            |
| 2007      | с   | На краю жизни                                         | Side Order of Life                            | детское пюре               |
| 2007      | с   | Путешественник                                        | Journeyman                                    | молодой Аеден Беннетт      |
| 2007      | ф   | Во имя короля: История осады подземелья               | In the Name of the King: A Dungeon Siege Tale | Зеф                        |
| 2007      | тф  | Американская семья                                    | American Family                               | Калеб Богнер               |
| 2007      | ф   | Знойные летние дни                                    | Dog Days of Summer                            | голос Джексона Пэча        |
| 2007      | ф   | Дитя с Марса                                          | Martian Child                                 | озвучка                    |
| 2007      | ки  |                                                       | Disney Friends                                | озвучка                    |
| 2007      | мф  | Рождество снова здесь                                 | Christmas Is Here Again                       | Дарт                       |
| 2008      | ф   | Лейк-Сити                                             | Lake City                                     | Клейтон                    |
| 2008      | с   | Может ты научишь моего крокодила манерами?            | Can You Teach My Alligator Manners?           | Микки                      |
| 2009      | ф   | Пятое измерение                                       | Push                                          | молодой Ник Гант           |
| 2009      | ф   | Война невест                                          | Bride Wars                                    | озвучка                    |
| 2009      | ф   | Джек и бобовый стебель                                | Jack and the Beanstalk                        | Джек                       |
| 2009—2016 | с   | Сверхъестественное                                    | Supernatural                                  | Сэм Винчестер в детстве    |
| 2009      | с   | Специальный агент Осо                                 | Special Agent Oso                             | Джо                        |
| 2010      | с   | Частная практика                                      | Private Practice                              | Сэт                        |
| 2010—2017 | с   | Гриффины                                              | Family Guy                                    | различные персонажи        |
| 2010      | с   | C.S.I.: Место преступления Майами                     | CSI: Miami                                    | Коди Уильямс               |
| 2010      | с   | Гавайи 5.0                                            | Hawaii Five-0                                 | Эван Лоури                 |
| 2010      | ки  |                                                       | Disney Tangled                                | мальчик                    |
| 2011      | ф   |                                                       | All Kids Count                                | Джим                       |
| 2011      | ф   | В моем кармане                                        | In My Pocket                                  | молодой Стивен             |
| 2011—2013 | мс  | Джейк и пираты Нетландии                              | Jake and the Never Land Pirates               | Джек                       |
| 2011      | ф   | Мы купили зоопарк                                     | We Bought a Zoo                               | Дилан Ми                   |
| 2011      | ф   | Центр урагана                                         | Eye of the Hurricane                          | Майк Баллард               |
| 2012      | ф   | Погоня                                                | Ticket Out                                    | диджей                     |
| 2012      | ф   | Связи нет                                             | Disconnect                                    | Джейсон Диксон             |
| 2012—2013 | с   | Доктор мафии                                          | The Mob Doctor                                | Сэм Купер                  |
| 2013      | с   | Революция                                             | Revolution                                    | Майкл                      |
| 2013—2014 | с   | София Прекрасная                                      | Sofia the First                               | принц Хьюго / Аксель       |
| 2013—2015 | с   | Под куполом                                           | Under the Dome                                | Джо Макалистер             |
| 2016      | кор |                                                       | Lockdown                                      | Брендон                    |
| 2017      | с   | Кевин спасёт мир. Если получится                      | Kevin (Probably) Saves the World              | Макс Оуэнс                 |
| 2018      | ф   | Привидение                                            | Every Day                                     | Ксавьер                    |
| 2018      | ф   | Семейная кровь                                        | Family Blood                                  | Кайл                       |
| 2019      | ф   | Внеклассные занятия                                   | Extracurricular Activities                    | Рейган Коллинз             |
| 2019      | ф   | Капитан Марвел                                        | Captain Marvel                                | Стив Дэнверс               |
| 2019      | кор |                                                       | Cactus Boy                                    | Уинстон Прикл              |
| 2019      | с   | Рассвет апокалипсиса                                  | Daybreak                                      | Джош Уилер                 |
| 2019      | с   | Всем встать                                           | All Rise                                      | Билли Уэбб                 |
| 2019      | кор |                                                       | Margot                                        | Джон                       |
| 2020      | ф   | Дедушка НЕлёгкого поведения                           | The War with Granpa                           | Рассел                     |
| 2020      | с   | 50 штатов страха                                      | 50 States of Fright                           | Кайл                       |
| 2022      | с   | Новичок                                               | The Rookie                                    | Остин Геоффрей             |
| 2022      | ф   |                                                       | Murmur                                        | Мейз                       |
| 2022      | с   | Монстр: История Джеффри Дамера                        | Monster: The Jeffrey Dahmer Story             | Чейзз, одноклассник Дамера |
| 2022      | с   |                                                       | A Thousand Tomorrows                          | Коди Гуннар                |
| 2022—2023 | с   | Уокер                                                 | Walker                                        | капрал Корделл Уокер       |
| 2023      | ф   |                                                       | The Hill                                      | Рики Хилл                  |

## Награды и номинации
| Награда            | Год  | Категория                                                            | Результат | Работа                            |
| ------------------ | ---- | -------------------------------------------------------------------- | --------- | --------------------------------- |
| Young Artist Award | 2008 | Best Performance in a TV Series — Guest Starring Young Actor         | Номинация | Путешественник                    |
| Young Artist Award | 2009 | Best Performance in a Voice-Over Role — Young Actor                  | Номинация | Рождество снова здесь             |
| Young Artist Award | 2009 | Best Performance in a Feature Film — Supporting Young Actor          | Номинация | Лейк-сити                         |
| Young Artist Award | 2010 | Best Performance in a TV Series — Recurring Young Actor 13 and Under | Победа    | Сверхъестественное                |
| Young Artist Award | 2011 | Best Performance in a TV Series — Guest Starring Young Actor 11-13   | Номинация | C.S.I.: Место преступления Майами |
| Young Artist Award | 2011 | Best Performance in a DVD Film — Young Actor                         | Победа    | Джек и бобовый стебель            |